# Братский острог
Братский острог — крепостное сооружение (острог), основанное в 1631 году казачьим пятидесятником Максимом Перфильевым на реке Ангаре у Падунского порога.

## История
Основание острога явилось естественным продолжением проникновения русских землепроходцев в бассейн Енисея для сбора ясака и в поисках залежей серебряных руд.
Строительство острога, запланированное на 1630 год, было осуществлено в 1631 году. Первоначальное место для возведения крепости было определено возле устья реки Оки, но, так как это место находилось почти в центре бурятских стойбищ, то оно было выбрано ближе к Падунскому порогу.

... а только дадут брацкие люди острог ставить на Тунгузке реке на левой стороне, и тот острог будет под самыми брацкими улусами, всего полднища ходу в лёгких стругах до Окинского устья.
18 июня Перфильев доложил енисейскому воеводе о завершении постройки Братского острожка:

... в двух плёсах у Брацкого порогу Падуна в Кодогоновых улусах на полднище ходу от устья Оки.
В 1632 году в Братском остроге было уже около ста жителей.
В 1648 году острог был перенесён, но не к устью реки Оки, а напротив, на правый берег реки Ангары, где близко к подножию вершин Братской и Монастырской располагались несколько деревень.
В 1654 году Дмитрием Фирсовым острог был перенесён в устье реки Оки, возможно сначала на её южную сторону, а затем на левый берег, в 2 км выше её впадения в Ангару. Фирсов сделал краткое описание острога и сообщил его размеры: «… острог мерою поставлен, круг его сто двадцать сажен».
При неясности времени возникновения Братского острога будет осторожнее относить его построение к периоду между 1631 и 1654 годами, так как позже не встречается упоминаний о новом строительстве или о переносе острога на другое место.
Братский острог являлся преддверием к покорению Забайкалья. Первый по времени из числа построенных на бурятских землях, он имел громадное значение для русских: во-первых, как сторожевой пост, прикрывавший путь с Енисея на Лену; во-вторых, как опорный пункт для сбора ясака с бурят; в-третьих, как удобный пункт для снаряжения за Байкал экспедиций и как передовой разведочный пункт о землях, лежащих за Байкалом, и о народах, их населяющих.
Отсюда лежали пути, ведущие к Северному Ледовитому и Тихому океанам, Амуру, в Даурию, Монголию и Китай. Из острога выходили экспедиции Ивана Москвитина, первым достигшего Охотского моря, Курбата Иванова, первого исследователя Байкала, Якова Похабова, основателя будущего Иркутска.
В 1650-х годах в остроге в ссылке побывал протопоп Аввакум, подневольный участник Даурской экспедиции Афанасия Пашкова. В 1675 году через острог проследовало посольство Николая Спафария в Китай. В конце XVIII века здесь жил в ссылке Александр Радищев.
В течение всего XVII века Братский острог был приписан к Енисейскому острогу. С утратой военного значения в XVIII веке острог превратился в село Братско-Острожное, в ряде источников — Братское, позже — Братск. В связи с сооружением Братского водохранилища село было перенесено на новое место и в 1951 году получило статус рабочего посёлка, который в 1955 году был преобразован в город Братск.
Одна из башен острога была разобрана и перевезена в Москву. Находится в музее деревянного зодчества в Коломенском.

## Воеводы
- 25 марта 1661 — 6 июля 1661 года — Яков Похабов, Енисейский сын боярский;
- 1671—1672 — 3 июня 1684 года — Иван Перфирьев, Енисейский сын боярский;
- 1690—1691 — Яков Елагин, Енисейский сын боярский[5].